# Auditorium di San Martino
L'auditorium di San Martino è una sala polivalente ricavata nell'ex chiesa conventuale della Santissima Annunziata a San Miniato, in provincia di Pisa. È detta di "San Martino" per il titolo ottenuto dall'omonima chiesa, esistente in località Faognana, soppressa alla fine del '700 e nella cui giurisdizione parrocchiale ricadeva il monastero dell'Annunziata e l'annessa chiesa.

## Storia
Si tratta di una chiesa sconsacrata di proprietà comunale, situata in prossimità di Porta Faognana, là dove sorgeva un monastero femminile di regola agostiniana, che nel XVIII secolo passò alla regola domanicana. 
L'origine dell'insediamento religioso risalirebbe all'XI secolo. L'attuale edificio è del tardo Seicento.
Oggi rappresenta uno spazio "alternativo e polivalente" realizzato nel 1994 su progetto dell'architetto Panzani. Viene utilizzato di volta in volta per mostre, concerti e altre manifestazioni culturali, nonché per eventi e rappresentazioni teatrali, sopperendo così alla mancanza in loco di un vero e proprio spazio teatrale dopo la distruzione, causata dall'ultimo conflitto mondiale, dello storico teatro Verdi.
Vi si tengono incontri e convegni, si allestiscono mostre, si svolge la rassegna di teatro amatoriale denominata L'estate di san Martino. Grazie all'intraprendenza del Teatrino dei Fondi di san Domenico, l'auditorium ospita piccoli eventi nel campo della ricerca e della sperimentazione, come quelli realizzati nel 1999 in occasione del festival Il mare della giovinezza e dal 2010 il festival di drammaturgia e performing arts Contemporanei Scenari.

## Descrizione
L'esterno è rivestito da un paramento in mattoni dalla bella tonalità rossastra. La facciata in cotto è arricchita da un portale e una finestra settecenteschi.
Alla spoglia essenzialità dell'esterno corrisponde un interno più ornato, cui introduce una sorta il colonnato di tre doppie campate che sorregge il coro sopraelevato delle monache, in cui si aprono 24 piccole grate corrispondenti ad altrettante celle del monastero.
Nell'aula unica spicca il soffitto in legno intagliato e dipinto a racemi; al centro è la Madonna del Rosario, vicina ai modi del Bamberini, cui va riferita la Madonna e le sante Caterina d'Alessandria e Lucia dell'altare di sinistra. Al maestoso altar maggiore figura l'Annunciazione di Giovanni Battista Vanni. Completa l'arredo un notevole tabernacolo a parete in marmo della bottega di Bernardo e Antonio Rossellino.